# Такер, Морин
Морин Энн (Мо) Такер (англ. Maureen Ann "Moe" Tucker; 26 августа 1944, Левиттаун, округ Нассо, штат Нью-Йорк) — музыкант и певица из США, известная прежде всего как барабанщица The Velvet Underground. Сотрудничала с «Half Japanese», записывала сольные lo-fi-альбомы.

## Биография
Первым барабанщиком в The Velvet Underground был Ангус Маклиз; в 1965 году он ушел из коллектива, объяснив это тем, что музыканты «продались». Такер привёл в ансамбль Стерлинг Моррисон, приятель её старшего брата. Её необычный, нарочито «примитивный» стиль игры во многом определил звучание "The Velvet Underground": Мо предпочитала молоточки барабанным палочкам, отбивала предельно простые ритмы на том-томах и бас-бочке, почти не пользуясь тарелками. Кроме того, она выполнила роль вокалистки в нескольких поздних песнях «Вельветов» («After Hours», «The Murder Mystery», «I’m Sticking With You»).
В 1970 году Такер забеременела; в группе её место занял брат Дуга Юла, Билли. Ко времени её возвращения коллектив фактически развалился; Лу Рид, рассорившийся с Юлом, ушёл, чтобы заняться сольной карьерой, и формально новым лидером The Velvet Underground стал Юл. После записи провального альбома «Squeeze» Такер ушла из «VU», посвятив себя семье и детям.
В начале 1980-х Такер разошлась с мужем и переехала в Джорджию. Приблизительно в то же время она вернулась к музыке. Первый сольный альбом Такер, «Playin' Possum», был записан у неё дома и состоял из кавер-версий на классические рок-песни (вошла в него и «вельветовская» «Heroin»). В 1989 году её пригласили на гастроли музыканты из Half Japanese; после этого она записала ещё несколько сольных альбомов и EP, по-прежнему время от времени продолжая сотрудничество с «Japanese». Поучаствовала в записи «New York» Рида и «Walking On Locusts» Джона Кейла.
В 1993 году приняла участие в реюнион-турне The Velvet Underground.
Поддерживает «Движение чаепития». Мать пятерых детей.

## Дискография
The Velvet Underground
Студийные альбомы
- The Velvet Underground & Nico (1967)
- White Light/White Heat (1968)
- The Velvet Underground (1969)

Концертные альбомы
- 1969: The Velvet Underground Live' (1969)
- Live MCMXCIII (1993)

Half Japanese
- Half Japanese — Fire In The Sky (1993)

The Kropotkins
- Five Points Crowl (2000)

Сольно
- Playin' Possum (1981)
- Life in Exile After Abdication (1989)
- I Spent a Week There the Other Night (1991)
- Oh No, They’re Recording This Show (live, 1992)
- Dogs Under Stress (1994)
- Waiting for My Men (compilation, 1998)
- Moe Rocks Terrastock (live, 2002)